# Aude (departma)
Aude (francosko [od]; okcitansko [ˈawðe]) je departma v južni Franciji, v regiji Okcitaniji in je dobil ime po reki Aude . Svet departmajev ga imenuje tudi 'dežela katarov' (francosko Pays cathare) po skupini verskih disidentov, ki so delovali v 12. stoletju.
Njegova prefektura je Carcassonne, podprefekturi pa Limoux in Narbonne. Leta 2016 je imel 368.025 prebivalcev. Aude je pogosto francosko ime v frankofonskih državah, izvira od Aude ali Ode, žene Boggisa (imenovan tudi Bertrand), vojvode Akvitanskega in matere Euda, brata svetega Huberta. Aude je bilo ime Rolandovi zaročenki v francoskem srednjeveškem junaškem epu Chansons de geste.

## Zgodovina

### Prazgodovina
Najdene so bile človeške sledi datirane med 690.000 in 300.000 leti pred sedanjostjo v obliki kladiva in obdelanega orodja na hribu Grazailles pri Carcassonnu. Najbolj zanimivo odkritje pa je lobanja Tautavelskega človeka, ki jo je našel Henry de Lumley leta 1971 v komuni Tautavel v departmaju Pyrénées-Orientales . Je najstarejša lobanja, znana v Evropi. Izvira iz približno 450.000 let pred sedanjostjo. Verjetno je Tautavelski človek živel v vsej tej regiji.

### Rimsko obdobje
Rimljani pod vodstvom konzula, generala Domicija Ahenobarba so Narbonne prvič zasedli leta 118 pred našim štetjem na oppidumu Montlaurèsa. To je postalo glavno mesto pokrajine in zelo aktivno trgovsko pristanišče. Položaj je bil strateško pomemben, saj je stal na križišču dveh rimskih cest: Via Akvitanija in Via Domitia, pa tudi ob morju ob izlivu reke Aude. Carcassonne je postal latinski leta 30 pred našim štetjem z ustanovitvijo številnih žitnih kmetij. Skoraj dve stoletji je Aude užival mir in močno gospodarsko rast.

### Invazije barbarov
Vizigoti so napadli območje leta 435 n. št. v času, ko je bil Flavij Aecij, rimski senator, zaposlen z zatiranje Bagaudov, ki so bili razbojniki ali brezpravni tipi v osrednji in severni Galiji. Rimska oblast je bila obnovljena do leta 462. Leta 507 je zmaga Klodvika I. v bitki pri Vouilléu omogočila osvojiti Toulouse in Akvitanijo. Vendar pa ni mogel povrniti ozemlja Aude, ki je ostalo v rokah Vizigotov, zahvaljujoč pomoči kralja Ostrogotov. Njegove čete so leta 508. premagale Klodvikovega sina. Regija je bila del Septimanije, tako imenovane, ker je bila sestavljena iz sedmih škofij, ki so jih tam ustanovili vizigotski kralji: Elne, Agde, Narbonne, Lodève, Béziers, Maguelonne in Nîmes. Septimanija je obsegala Aude, pa tudi celotno nekdanjo regijo Languedoc-Roussillon.

### Srednji vek
Leta 817 je Ludvik Pobožni odcepil Carcassès in Razès iz Septimanije, da ju je ponovno združil pod markizom Toulousa in kraljestvom Akvitanijo. Prvi carcassonnski grof je bil Oliba iz družine barcelonskih grofov, ki so se ustanovili leta 819. Razès je bilo še en okrožje, ki ga je ustanovil nadškof iz Narbonna, ki so ga iz njegovega mesta pregnali Saraceni. Svoj škofovski sedež je prenesel v Razès in si priskrbel odlikovanja fevdalnega naslova za to območje. Narbonne je tvoril tretji okraj. Tako je bil departma Aude v 9. stoletju oblikovan iz treh okrožij: Carcassonne, Razès in Narbonne. Leta 880 je bila grofija Razès s poroko združena s Carcassonnom in nikoli več ločena.

### Katari
V 13. stoletju so se v regiji razširi katari, dualistična krščanska sekta podobna gnosticizmu. Katoliška cerkev je to vero zelo hitro razglasila za heretično. Soočen s njihovo vse večjo močjo v okrajih Carcassonne in Toulouse, je papež Inocenc III. leta 1209 razglasil albižansko križarsko vojno. Baroni iz severa so se združili in ustanovili vojsko pod poveljstvom Simona de Montforta. Medtem ko se je toulouški grof Rajmond VI. pokesal, se je grof Carcassonna soočil z vojsko. Mesto Carcassonne je postalo zatočišče številnih katarov.

### Protestanska kriza in širitev gospodarstva
Leta 1561 so se v Carcassonneju pojavile verske težave v obliki protestantske krize. Vojvoda Henrik I. de Montmorency, guverner Languedoca, se je leta 1574 pridružil reformirani strani. Na katoliški strani je vojvoda Anne de Joyeuse postal vodja katoliške lige. Henrika II. de Montmorencyja  so kraljeve čete v bitki pri Castelnaudarju septembra 1632 porazile, nato so ga obsodili na smrt in usmrtili v Toulousu.

### Oblikovanje departmaja
Sedanji departma je eden od prvotnih 83, ki jih je ustanovil volilni zbor med francosko revolucijo 4. marca 1790. Ustvarjen je bil iz dela nekdanje province Languedoc. Upravni departmaji so bili spremenjeni z zakonom 28. Pluviôse leta 8, ki je ustvaril štiri okrožja (premier Raymond Poincaré jih leta 1926 zmanjšal na tri) in zmanjšal število kantonov s 45 na 31.

### Sodobnost
Aude je užival v močni proizvodnji vina, medtem ko so se kmetje Lauragaisa soočali z velikimi težavami. Vendar pa je departma trpel zaradi presežne ponudbe in upada prodaje vina. Leta 1907 je kriza povzročila upor vinarjev. To je leta 1909 pripeljalo do ustanovitve številnih vinarskih zadrug.

## Geografija
Aude leži med Sredozemskim morjem in Pireneji.
Je del sedanje regije Okcitanije. Obkrožajo ga departmaji Pyrénées-Orientales, Ariège  (deparma)|Ariège]], Haute-Garonne, Tarn in Hérault, na vzhodu pa Levji zaliv.

### Naravne regije
Podeželje v tem departmaju spada v več naravnih regij: 
- 1 – Lauragais
- 2 – Montagne Noire
- 3 – Cabardès
- 4 – Carcassonne
- 5 – Razès
- 6 – Quercorb
- 7 – Pays de Sault
- 8 – Minervois
- 9 – Corbières
- 10 – Narbonnais

### Pokrajina
Vsako naravno območje Aude ima svojo posebno pokrajino. Na vzhodu lagune ali obalna jezera tvorijo oviro med kopnim in morjem. Nastale so z nakopičenjem usedlin, ki so jih prinašale reke Aude, Orb in Hérault. Takšna jezera imajo pogosto brakično vodo. To okolje je zahtevno za rastlinstvo in živalstvo, saj trpi zaradi morja, sonca, suše in poplav. Tam rastejo halofiltne (t. j. slanoljubne) rastline. Za območje so značilni tudi plamenci in pobrežniki (Himantopus melanurus).
V notranjosti proti vzhodu makija in mediteransko grmičevje (phrygana) prevladujejo v sušni pokrajini Aude in Corbières. Ta pokrajina je rezultat čiščenja gozdov in so jo vzdrževali z vzrejo živine. Rastlinstvo je raznoliko in značilno s številnimi vrstami kukavičevk. Na podeželju Saulta prevladujejo bukovi gozdovi in gozdovi jelk do gora. Ti gozdovi so znani po gobah in imajo bogato rastlinstvo in živalstvo, vključno s pirenejsko lilijo (Lilium pyrenaicum ), moljem (Euproctis) in preslico.
Severno in zahodno Montagne Noire (Črno gorovje) pokrivajo gozdovi hrasta in bukve. Lauragais je gozdnata pokrajina, kjer je gojenje žit oblikovalo hribe. Obstajajo vodna telesa, kot je Lac de la Ganguise. Končno, visoke doline reke Aude imenovane Razès, sestavlja obrežni gozd iz bukve, jelše, topola ali jesena. Vključuje nekaj šotišč, ki so v južni Franciji zelo redka.

### Geologija
Pokrajine Aude je mogoče razložiti geološko. Na jugu so sedimentne kamnine, nagubane med nastajanjem Pirenejev. Na severu in v sredini so sedimentne kamnine manj nagubane. Na skrajnem vzhodu, blizu Sredozemlja, so kamnine z običajnimi prelomi, ki so nastali zaradi odprtja Levjega zaliva.
Montagne Noire in Minervois na severu sestavljata skrilavec in marmor, ki tvorita južno mejo Centralnega masiva. Te starodavne kamnine so nastale pred več kot 300 milijoni let in so bile deformirane s tvorbo hercinske orogeneze. Montagne d'Alaric ('Alarikova gora') je antiklinala v obliki oboka v apnencu

### Podnebje
Departma Aude je pod vplivom mediteranske klime.
Za jesen so značilne burne in kratke nevihte. Poletje je pogosto vroče in suho, kar je ugodno za kulturo trte in oljk. Kljub temu ima departma več podnebnih kontrastov: na severu Montagne Noire in na jugu Pays de Sault imajo gorsko podnebje s temperaturami, ki so lahko pozimi zelo nizke. Na zahodu je podnebje pod akvitanskim vplivom z močnejšimi padavinami, na vzhodu pa je podnebje čisto sredozemsko. V središču, na območjih Limouxin, Carcassonna in Razès, je podnebje znano kot zelo izpostavljenostjo vetrovom. Gre za enega najbolj vetrovnih francoskih departmajev, ki ima 300 do 350 dni vetra na leto. Ta pojav je večinoma posledica sprememb v reliefu med severom in jugom, ki ustvarja nekakšen koridor.
Na severozahodu piha cers, imenovan tramontana v Provansi, ki je zemeljski veter. Pozimi je suh, nekoliko silovit in mrzel veter. Na jugovzhodu piha Autan, lokalno imenovan Marin, ki je vroč in moker in prihaja iz morja.
Ti redni vetrovi so omogočili postavitev industrijskega parka vetrnih turbin, kot je na območju Avignonet-Lauragais.

### Hidrografija
V porečju reke Aude prevladuje istoimenska reka. Reka izvira v Roc d'Aude in teče skozi jezova Matemale in Puyvalador na planoti Capcir na 1500 m, nato prečka departma od juga proti severu čez Axat, Limoux in Quillan po zgornji dolini. Pri Carcassonnu reka spremeni smer proti Sredozemskemu morju ali vzhodu, kjer se izliva vanj blizu Fleuryja.

## Demografija
Prebivalci Aude so znani kot "Audois". Popis iz leta 1990 je potrdil rast prebivalstva od 1960-ih in sicer približno 700 ljudi na leto. To rast so razlagali z vrnitvijo upokojencev, starih več kot 60 let, v kraj izvora in priseljevanje iz sredozemskega bazena.
Po zadnjem popisu prebivalstva Aude predstavlja 0,5 % francoskega prebivalstva in 14,1 % prebivalstva Languedoc-Roussillona. Je pretežno podeželsko z gostoto 48 prebivalcev na km², kar je nekaj manj kot polovica državnega povprečja. Dve glavni mesti, Carcassonne in Narbonne, sta srednje veliki mesti, ki imata tretjino prebivalcev departmaja.
Leta 2009 je imel departma 353.980 prebivalcev. Razvoj števila prebivalcev je znan po popisih prebivalstva, ki se izvajajo od leta 1791. Od 21. stoletja dalje se na vsakih pet let opravi popis občin z manj kot 10.000 prebivalci, za razliko od večjih mest, ki imajo vsako leto vzorčno anketo.

## Gospodarstvo

### Kmetijstvo in ribištvo
Aude je kmetijsko območje, kjer prevladujejo vinogradi. Na vzhodu so vina Corbieres in La Clape, v središču so Minervois in Côtes de Malepère, na jugu pa vino Limoux. V Lauragaisu prevladuje žito, medtem ko je v Montagne Noire možno samo gojenje ovac. V zadnjem času se je povečalo gojenje oljk.
Port-la-Nouvelle je največje ribiško pristanišče v departmaju, ki mu sledi Gruissan. Leta 1996 je bilo v Aude 127 plovil, od tega 75 v Port-la-Nouvelle in 52 v Gruissanu. Ta plovila so bila naslednja:
- Ribolovne vlečne mreže: 19 v Port-la-Nouvelle
- čolni za lov na tune: 2 v Port-la-Nouvelle
- majhna plovila: 106, od tega 54 v Port-La-Nouvelle in 52 v Gruissanu

Približno 85 % majhnih plovil je namenjenih ribolovu na jezeru kot je Étang de Thau.

### Vinogradništvo
Vinogradništvo je zaradi bogatih in raznolikih tal glavna gospodarska dejavnost departmaja. Že Grki so zasadili vinograde, Rimljani pa so določili pravice izkoriščanja. Prve trte so bile posajene v Minervoisu v 1. stoletju.
Toda grozdje in vino že vrsto let nista bila potrošniška proizvoda ali samozadostna. Na rodovitnih ravnicah so prevladovale žitarice in oljke. Vinska industrija se je v Audeju in preostalem delu Languedoc-Roussillona razvila v začetku 19. stoletja. Vino je postalo potrošniški izdelek. Potreben je bil večji pridelek in vinogradi so zamenjali žito na ravnicah. Začelo se je obdobje razcveta, ki je trajalo do leta 1850, ko se je proti letu 1870 pojavila trtna uš (phylloxera). Leta 1901 je nastala vinska kriza zaradi prekomerne proizvodnje, goljufij in propadle prodaje. Vrhunec je dosegla med vstajo vinarjev leta 1907. Vinogradniki so se organizirali v zadruge, da bi preprečili goljufije in prevare. Leta 1919, nato leta 1935, je bil sprejet zakon o AOC (Appellation d'origine contrôlée) - zaščitena označba porekla. Kot organ za nadzor nad uporabo novih zakonov je bil ustanovljen INAO (Institut national de l'origine et de la qualité).
Po drugi svetovni vojni so bili vinogradi oživljeni in v regiji je bilo vinogradništvo v razcvetu. Vino so pridelali v velikih količinah. Izdelek je bil dobavljen v velikih količinah po zelo nizkih cenah. Leta 1970 se je trg razvil in začelo se je povpraševanje po kakovosti ne količini, kar je povzročilo drugo vinsko krizo. Številni dogodki, pogajanja in napadi so ohromili regijo in gospodarstvo. Velika sprememba v vinogradniškem poslu se je začela z reorganizacijo stroke in vinorodne regije. Kakovost je morala postati znamka vina iz Audeja.
Bogata in raznolika zemlja, skupaj s številnimi sončnimi dnevi, omogoča pridelavo kakovostnih vin. Na teh območjih pridelujejo različna vina, kot so Blanquette de Limoux, Chardonnay in penino iz Limouxa, La Clapea, Corbièresa, Fitouja in Cabardèsa

### Industrija in energetika
Industrijska dejavnost je močna v zgornji dolini reke Aude. Posebej je vidna v Limouxu od konca 19. stoletja; opekarna Lafarge še vedno cveti.
Od 1970-ih Aude beleži hiter upad tradicionalnih panog, kot so čevljarstvo in klobučarstvo. Novejše dejavnosti so večinoma osredotočene na Narbonne, zlasti na pristanišča in naftna skladišča v Port-la-Nouvelle.
Od leta 1889 je zgornja dolina Aude postala vse pomembnejša za pridobivanje elektrike iz hidroelektrarn. Aude je bil prvi departma v Franciji, ki je prenašal takšno moč iz svojih obratov v Alet-les-Bains in Quillan. Leta 1901 je Joachim Estrade ustanovil prvo električno podjetje v Franciji, Southern Power Transmission Company (SMTF). Njihova elektrarna v Axat-Saint-Georgesu je dobavljala elektriko v Carcassonne in Narbonne.
Danes je Aude vodilni departma v Franciji po številu vgrajenih vetrnic. V obratovanju jih je 113. Proizvedejo približno 91 megavatov, kar je za približno 100.000 ljudi za domačo porabo. S širjenjem teh naprav želi prefektura z zainteresiranimi stranmi sestaviti listino dobrega ravnanja za vetrne turbine.

### Obrt
Obrti so v Audeju zelo dobro zastopane, saj je vanje vključenih 14,6 % prebivalstva. Približno 5400 podjetij, ki delujejo v 250 obrtnih poklicih, je v poznih 1990-ih doseglo 3 milijarde frankov.

### Gastronomija
Fréginat, tradicionalna vrsta svinjskega mesa iz Corbièresa, je na voljo v celotnem departmaju. Jed je narejena iz svinjskih in prašičjih jeter z lokalno sorto belega fižola (Lingots de Castelnaudary), aromatizirana z mediteranskimi zelišči. Na obali je izbira enolončnica z jeguljo (borrida d'anguilles). Cassoulet je jed iz Castelnaudaryja, počasi kuhana enolončnica iz belega fižola, klobas gosi, race in včasih ovčetine ter svinjske kože, tipična jed Lauragaisa.
Obstajajo tudi druge posebnosti na primer ostrige iz Gruissana in Leucatea. Oljčno olje je zelo razširjeno tudi v Aude in je posebnost Bize-Minervoisa. Cartagena je liker, ki ga tržijo nekateri proizvajalci. Končno je tu še Blanquette de Limoux, peneče belo vino, katerega nastanek sega v 16. stoletje.

### Okcitanščina
Okcitanščino v Aude govorijo v languedoškem narečju. Jezik se je v srednjem veku pojavil iz latinščine, ki se je uporabljala na jugu Galije.
Pred 11. stoletjem se je redko uporabljal za pisanje. V 12. in 13. stoletju so jezik uporabljali pesniki in trubadurji, kot je Raimon de Miraval. V 14. in 15. stoletju pa so okcitanščino uporabljali za sestavljanje lokalnih upravnih dokumentov. V 16. stoletju so jo uporabljali manj kot kraljevo francoščino, ki je z ediktom Villers-Cotterêts leta 1539 postala obvezna. Vendar je med ljudmi zelo dobro preživela do 19. stoletja, ko so javne šole ustanavljali le s poučevanjem v francoščini.
V 1970-ih in 1980-ih letih so bile postavljene nove zahteve po dostojanstvu jezika in njegovem poučevanju. Okcitanščina je dosegla širšo publiko, njegovo uporabo so spodbujali tudi pevci, kot je Claudi Marti.
V Audeju je bila prva radijska postaja v nekdanji regiji Languedoc-Roussillon, ki je predvajala v okcitanščini: Ràdio Lenga s 95,5 FM.

## Turizem
Aude je turistični departma z bogato kulturno dediščino in raznolikimi naravnimi znamenitostmi. Od 1990-ih je Aude razvijal privlačnost svojega ozemlja tako, da se je osredotočil na razvoj razpoznavnosti  katarov. Generalni svet je Aude poimenoval dežela katarov, da bi označil verodostojno in skrivnostno naravo departmaja, zlasti s številnimi katarskimi gradovi.
V zelo omejenem delu Orbielske doline je imel departma občasne težave z onesnaževanjem zaradi zapuščenih rudnikov zlata (z živem srebrom in arzenom).

### Turistična območja
Carcassonne je obnovil velik del svojega srednjeveškega videza. Zaradi rimskih ruševin je turistična točka Narbonne. Druga mesta in vasi, ki jih je vredno obiskati, so Limoux, Quillan, Lézignan-Corbières, Lagrasse, Sigean in Leucate.
Limoux leži v zgornji dolini reke Aude, 24 km južno od Carcassonna. Znan je po lokalnem vinu Blanquette, penečem belem vinu, ki naj bi bil predhodnica šampanjca. Limoux vsak petek gosti obsežen in raznolik trg.
Quillan leži 27 km južneje v zgornji dolini Aude in je na uprava podružnične železnice iz Carcassonna.
Lézignan-Corbières leži na glavni cesti med Carcassonnom in Narbonnom. Imenuje se prestolnica Corbièresa in ima tržnico ob sredah.
Lagrasse stoji ob reki Orbieu in ima samostan iz 8. stoletja, dva zelo privlačna mostova ter nespremenjeno in zelo kompaktno in čudovito srednjeveško kamnito vaško središče.
Sigean, 18 km južno od Narbonna, leži med avtocesto A9 in obalo in ima afriški rezervat.
Leucate je vasica na vrhu hriba, približno 30 km južno od Narbonna, ki se je razširila vse do obale, kjer je priljubljeno letovišče Leucate Plage.
Hribovje Corbières je osrednji del departmaja. To je območje razsekanih planot in pragov, ki tvorijo učinkovito oviro za neposredno cestno povezavo. Je zelo privlačno in včasih divje območje strmih hribov, skritih dolin, gozdov in vinogradov in vsebuje nekaj najpomembnejših katarskih krajev, vključno z gradovi Quéribus, Peyrepertuse in Villerouge-Termenès.
Lauragais, ki se razprostira na obeh straneh upravne meje med Aude in Haute-Garonne, je zgodovinsko in kulturno območje, ki je bilo znano že od srednjega veka s svojo bogato kmetijsko proizvodnjo. Ker je Castelnaudary osrednje in večje mesto, ta regija slovi tudi po vlogi, ki jo je imela med albižansko križarsko vojno in po lokalni dediščini: Canal du Midi in izviri, samostani in cerkve, gradovi, stele, golobnjaki, mlini na veter, itd.

### Arhitekturna zapuščina
Aude ima približno petnajst bastid, ki so bile zgrajene po Meauxski (Pariški) pogodbi iz leta 1229, ko je bila regija priključena kapetinski kronu Francije. Bastida je vrsta mesta, ki temelji na mreži, ki je bila ustvarjena v enem projektu gradnje na zelenem območju. Namen takšne gradnje je bil oslabiti lokalne gospode in privabiti ljudi v nova gospodarska središča. Te bastide so konkurirale utrjenim vasicam, ki so temeljile na cerkveni ali posvetni moči. Chalabre, Camps-sur-l'Agly in Bastide Saint-Louis v Carcassonnu so primeri bastid v departmaju Aude.
V departmaju je veliko gradov, ki jih je razvil Generalni svet Aude za spodbujanje turizma. Utrdbe so pogosto nameščene na skalnih vrhovih, kar jim je dalo strateški položaj. Mesto Carcassonne je bilo v času spora z Aragonskim kraljestvom logistično središče države.
Veliko je samostanov. Najbolj znani so samostan Fontfroide, Lagrasse, Sainte-Marie Villelongue-d'Aude in samostan Saint-Hilaire.
Narbonnska stolnica je izjemna gotska stolnica in ostaja nedokončana. Je simbol francoske prisotnosti v Languedocu v srednjem veku.

### Jamarstvo
Aude ima veliko jam, primernih za speleološko raziskovanje. Pays de Sault je sestavljen iz enega največjih apnenčastih območij Pirenejev. Ta geologija se prilagaja nastanku votlin in tam je veliko barrencs (lokalno ime za jaškaste jame). Tu je jama TM71, veličastna votlina, ki je od leta 1987 zaščitena kot naravni rezervat. Je edinstvena v Franciji.
Druge naravne votline vsebujejo konkrecije; to so jama Cabrespine, jama Aguzou in jama Limousis. Slednja vsebuje največji blok aragonita do sedaj odkritega. V masivu Corbières na planoti Lacamp so votline, ki jih je erozija ustvarila v drobirskih kamninah (laporju, glini in konglomeratu).
- Narbonne
- Castelnaudary
- Lagrasse